# Croton laureltyanus
Croton laureltyanus là một loài thực vật có hoa trong họ Đại kích. Loài này được Ahumada mô tả khoa học đầu tiên năm 1999.